# Spoorlijn Herzberg - Siebertal
De spoorlijn Herzberg - Siebertal was een Duitse spoorlijn in Nedersaksen en was als spoorlijn 1813 onder beheer van DB Netze.

## Geschiedenis
De oorspronkelijke plannen voorzagen in een spoorlijn van Herzberg via Siebertal en St. Andreasberg naar Elbingerode. Door het uitbreken van de Eerste Wereldoorlog zijn deze plannen nooit gerealiseerd. Uiteindelijk werd het traject door de firma Reckmann geopend op 1 december 1931. Tot 31 december 1994 heeft er goederenvervoer plaatsgevonden voor een papierfabriek, thans Smurfit Kappa. Thans is de volledige lijn opgebroken.  

## Aansluitingen
In de volgende plaats was er een aansluiting op de volgende spoorlijnen:
Herzberg (Harz)
DB 1810, spoorlijn tussen Northeim - Nordhausen
DB 1812, spoorlijn tussen Seesen en Herzberg
DB 6717, spoorlijn tussen Bleicherode Ost en Herzberg